# Lista volumelor publicate în Colecția Epsilon Science Fiction
Această este o listă a volumelor publicate în Colecția (Epsilon) Science Fiction.
Colecția a fost lansată în anul 2011 de editura Trei și este coordonată de Mihai-Dan Pavelescu.
| Autor(i)/Editor(i)                           | Titlu                 | Titlu original                  | Traducător(i)                                                                                                | Data apariției | Note / Ref.  |
| -------------------------------------------- | --------------------- | ------------------------------- | --- | -------------- | ------------ |
| Alastair Reynolds                            | Prefectul             | The Prefect                     | Mihai-Dan Pavelescu                                                                                          | 2012           | [ 2 ]        |
| Kevin J. Anderson (ed.)                      | Antologia Nebula 2011 | The Nebula Awards Showcase 2011 | Laura Bocancios, Roxana Brînceanu, Silviu Genescu, Alexandru Maniu, Ana-Veronica Mircea, Mihai-Dan Pavelescu | 2012           | antologie    |
| John Varley                                  | Mileniu               | Millennium                      | Mihai-Dan Pavelescu                                                                                          | 2012           | [ 4 ]        |
| Max Brooks                                   | Războiul Z            | World War Z                     | Bogdan Perdivară                                                                                             | 2012           | [ 5 ] [ 6 ]  |
| Robert Charles Wilson                        | Cronoliții            | The Chronoliths                 | Mihai-Dan Pavelescu                                                                                          | 2012           | [ 7 ]        |
| James Patrick Kelly (ed.), John Kessel (ed.) | Antologia Nebula 2012 | Nebula Awards Showcase 2012     | Alexandru Maniu, Ana-Veronica Mircea, Mihai-Dan Pavelescu                                                    | 2012           | antologie    |
| Adam Roberts                                 | Jack din sticlă       | Jack Glass                      | Bogdan Perdivară                                                                                             | 2013           | [ 9 ] [ 10 ] |
| Catherine Asaro (ed.)                        | Antologia Nebula 2013 | Nebula Awards Showcase 2013     | Oana Chițu, Alexandru Maniu, Ana-Veronica Mircea, Mihai-Dan Pavelescu, Alina Sârbu                           | 2012           | antologie    |
| Greg Bear                                    | Eon                   | Eon                             | Ana-Veronica Mircea                                                                                          | 2013           | [ 12 ]       |
| Harlan Ellison (ed.)                         | Viziuni periculoase   | Dangerous Visions               | Laura Bocancios, Silviu Genescu, Ana-Veronica Mircea, Mihai-Dan Pavelescu                                    | 2013           | antologie    |
| Jeff VanderMeer                              | Anihilare             | Annihilation                    | Bogdan Perdivară                                                                                             | 2014           | [ 14 ]       |
| Mary Doria Russell                           | Pasărea Domnului      | The Sparrow                     | Bogdan Perdivară                                                                                             | 2013           | [ 15 ]       |
| Paul McAuley                                 | Copilul fluviului     | Child of the River              | Alina Sârbu                                                                                                  | 2014           | [ 16 ]       |
| Michael A. Stackpole                         | Talion: Revenantul    | Talion: Revenant                | Mircea Pricăjan                                                                                              | 2014           | [ 17 ]       |
| Alastair Reynolds                            | Orașul Abisului       | Chasm City                      | Mihai-Dan Pavelescu                                                                                          | 2014           | [ 18 ]       |
| Greg Bear                                    | Radioul lui Darwin    | Darwin's Radio                  | Mihai-Dan Pavelescu                                                                                          | 2015           | [ 19 ]       |
| Jeff VanderMeer                              | Autoritate            | Authority                       | Bogdan Perdivară                                                                                             | 2015           |              |
| Jeff VanderMeer                              | Acceptare             | Acceptance                      | Bogdan Perdivară                                                                                             | 2016           | [ 20 ]       |